# Liste der Monuments historiques in Omelmont
Die Liste der Monuments historiques in Omelmont führt die Monuments historiques in der französischen Gemeinde Omelmont auf.

## Liste der Objekte
| Bezeichnung      | Beschreibung               | Standort                                    | Kennzeichnung | Schutzstatus | Datum | Bild |
| ---------------- | -------------------------- | ------------------------------------------- | ------------- | ------------ | ----- | ---- |
| Kirchenbänke     | Holz, 18. Jahrhundert      | in der Kirche St-Joseph-et-St-Claude (Lage) | PM54001771    | Inscrit      | 2009  |      |
| Kelch und Patene | Silber, vergoldet, um 1800 | in der Kirche St-Joseph-et-St-Claude (Lage) | PM54001770    | Inscrit      | 2009  |      |